# Elisabeth Hütter
Elisabeth Hütter (* 21. März 1920 in Kischker; † 23. Mai 2015 in Berlin) war eine deutsche Kunsthistorikerin, Denkmalpflegerin und Autorin.

## Familie
Elisabeth Hütter kam in Kischker (damals Maliker, heute Bačko Dobro Polje) zur Welt und wurde von der dortigen mehrsprachigen Kultur geprägt. Den kulturellen und wirtschaftlichen Höhepunkt ihres Heimatortes erlebte sie in den 1930er Jahren und gestaltete die Festlichkeiten zum 150. Gründungsjubiläum 1936 mit. Hütter überlebte den Untergang der deutschen Bevölkerung in der Batschka; ihre Eltern wurden wie viele andere Donauschwaben Opfer der Mordkommandos der Tito-Partisanen.

## Werdegang und Werk
Hütter studierte an der Universität Jena und am Kunsthistorischen Seminar der Universität Leipzig. Ihre Diplomarbeit thematisierte 1956 die Universitätskirche St. Pauli in Leipzig, der auch ihre Dissertation von 1961 gewidmet war. Ihr wissenschaftliches Werk über Leipzigs bedeutsamen Sakralbau durfte damals nicht veröffentlicht werden, da offenbar schon zu diesem Zeitpunkt die von der SED gewollte und 1968 durchgeführte Sprengung dieser Kirche geplant wurde. Die Veröffentlichung wurde erst 1993 möglich.
Fritz Löffler holte sie ans Institut für Denkmalpflege Dresden. An dessen Seite gehörte sie unter Konservator Hans Nadler zur wissenschaftlichen Führungsspitze. Dort war sie 26 Jahre lang tätig und engagierte sich nachhaltig für die wissenschaftlich begründete, der Qualität der Denkmalpflege gemäße Konservierung und Restaurierung überlieferter Zeugnisse von Kunst und Kultur. Sie schuf neue Methoden der Bestandsanalyse, führte diese in der Praxis ein und trug so dazu bei, dass restaurierte Denkmale der Nachwelt erhalten bleiben. Hütter lenkte die Aufmerksamkeit darauf, dass in der Vergangenheit Architektur und Plastik aufgrund ihrer farbigen Fassung ihre individuelle Eigenart und Ausstrahlung erhielten.
Elisabeth Hütter betreute in ihrer wissenschaftlichen Laufbahn die Restaurierung zahlreicher Baudenkmale und Kunstwerke in Sachsen, so etwa die Thomaskirche Leipzig mit Innenraum-Erneuerung und Umbettung der Gebeine Johann Sebastian Bachs im Chorraum, in Meißen den Dom und die Albrechtsburg, in Freiberg den Dom sowie in Dresden Zwinger, Porzellansammlung und Bogengalerie-Restaurierung. Als ihre herausragendste Leistung gilt die Wiederherstellung des Wechselburger Lettners. 
Im Ruhestand engagierte sich Hütter in Dresden bei der Wiederherstellung der Katholischen Hofkirche mit den Schwerpunkten Rekonstruktion der Sakramentskapelle und der Kanzel. Zwischen 1971 und 1976 folgte die Wiederherstellung der St. Johann-Nepomuk-Kapelle mit Umwidmung zur Gedächtniskapelle für die Opfer des 13. Februar 1945 und aller ungerechter Gewalt, mit der aus Meißner Porzellan geschaffenen Pietà von Friedrich Press. Die Idee zu dieser Umgestaltung hatten sie und Siegfried Seifert.
Ihre letzte Ruhestätte ist in Greiz, wo Elisabeth Hütter in der Endphase des Zweiten Weltkrieges Zuflucht gefunden hatte.

## Ehrungen
Elisabeth Hütter erhielt 1995 von Bundespräsident Roman Herzog als Anerkennung ihrer Verdienste um die Denkmalpflege das Bundesverdienstkreuz.
Die Publikation Mitteilungen des Landesamtes für Denkmalpflege Sachsen, Heft 1995 war Elisabeth Hütter zur Vollendung des 75. Lebensjahres gewidmet.

## Publikationen (Auswahl)
- Die Pauliner-Universitätskirche zu Leipzig. Weimar 1993.
- Der Wechselburger Lettner. Weinheim 1984 und Weimar 1983.
- Die Stiftskirche zu Wechselburg. (= Das christliche Denkmal 94/95) Berlin: Union 1975.
- Die Pauliner-Universitätskirche zu Leipzig. Leipzig 1961 (Dissertation, damals unveröffentlicht)

Ko-Autorin
- Forschungen zur Bau- und Kunstgeschichte des Meißner Domes. Bd. 2: Architektur und Skulptur des Meißner Domes im 13. und 14. Jahrhundert. Bd. 1: Das Portal an der Westturmfront und die Fürstenkapelle
- Kunst des Mittelalters in Sachsen. Weimar 1967